# Майкл Бадалукко
Майкл Бадалукко (англ. Michael Badalucco; 20 грудня 1954) — американський актор. Бадалукко найбільш відомий завдяки своїй ролі Джиммі Берлюті в тривалому телесеріалі " Практика ", де він знімався з 1997 по 2004 рік, протягом всього періоду трансляції шоу. У 1999 році він виграв премію «Еммі» за кращу чоловічу роль другого плану в драматичному телесеріалі за свою роль в шоу.

## Біографія
Майкл Бадалукко народився 20 грудня 1954 року в Брукліні, Нью-Йорк. Навчався в Університеті штату Нью-Йорк. Почав свою кар'єру з невеликих ролей. Знімався в таких фільмах, як «Несплячі в Сієтлі» (1993), «Леон» (1994), «Один прекрасний день» (1996), «Вам лист» (1998), «Криваве літо Сема» (1999), «Людина, якої не було» (2001). Найбільш відома його роль — Джиммі Берлюті в телесеріалі «Практика» (1997—2004). У 1999 році він виграв премію «Еммі» за найкращу чоловічу роль другого плану в драматичному телесеріалі.

## Фільмографія (вибіркова)
- 1980 — Скажений бик / Raging Bull
- 1984 — Бродвей Денні Роуз / Broadway Danny Rose
- 1985 — Відчайдушно шукаю Сьюзен / Desperately Seeking Susan
- 1990 — Перехрестя Міллера / Miller's Crossing
- 1991 — Напролом / The Hard Way
- 1991 — Кара небесна / Switch
- 1991 — Тропічна лихоманка / Jungle Fever
- 1993 — Несплячі в Сієтлі / Sleepless in Seattle
- 1994 — Леон / Léon
- 1996 — Один чудовий день / One Fine Day
- 1997 — Кримінальний роман / Love Walked In
- 1997 — Темні конячки / Lesser Prophets
- 1998 — Вам лист / You've Got Mail
- 2000 — О, де ж ти, брате? / O Brother, Where Art Thou?
- 2001 — Людина, якої не було / The Man Who Wasn't There
- 2005 — Чаклунка / Bewitched
- 2007 — Різдвяна історія / Joulutarina